# Gaojialiang
Gaojialiang (kinesiska: 高家梁, 高家梁乡) är en socken i Kina. Den ligger i den autonoma regionen Inre Mongoliet, i den norra delen av landet, omkring 610 kilometer öster om regionhuvudstaden Hohhot.
Genomsnittlig årsnederbörd är 511 millimeter. Den regnigaste månaden är juni, med i genomsnitt 143 mm nederbörd, och den torraste är februari, med 4 mm nederbörd.